# Пасєчко Надія Василівна
Надія Василівна Пасєчко (нар. 26 серпня 1959, с. Цебрів, Зборівського району Тернопільської області, Україна) — українська вчена у галузі медицини, доктор медичних наук (1996), завідувачка кафедри внутрішньої медицини № 1Тернопільського національного медичного університету імені І. Я. Горбачевського, лікар-ендокринолог вищої категорії, голова Тернопільського обласного товариства ендокринологів.

## Життєпис
Закінчила з відзнакою медичний факультет Тернопільського державного медичного інституту за спеціальністю «Лікувальна справа» (1985).
Працює у Тернопільському національному медичному університеті імені І. Я. Горбачевського: 1988—1992 рр. — асистент, згодом — старший викладач, доцент кафедри гістології; 1997—1998 рр. — доцент, 1998—2002 рр.  — професор кафедри пропедевтики внутрішніх хвороб № 1, хірургії та сестринської справи; водночас 1995—2002 рр. — декан факультету бакалаврату і молодших спеціалістів медицини; від 2002 р. — професор кафедри факультетської терапії з ендокринологією. З 2015 р. очолює кафедру внутрішньої медицини № 1.
Балотувалася в депутати Тернопільської міської ради на місцевих виборах 2015 року від партії «Блок Пера Порошенка „Солідарність“» по виборчому окрузі № 13.
Проживає в смт Велика Березовиця Тернопільського району.

## Наукова діяльність
У 1989 році захистила кандидатську дисертацію на тему «Морфогенез структурних та функціональних уражень слизової тонкої кишки при опіковій хворобі та їх корекція антиоксидантами».
У 1995 році захистила докторську дисертацію «Морфологія тонкої кишки при опіковій хворобі та її корекція ентеросорбентами».
Наукові інтереси: діагностика і лікування хворих з ендокринною патологією та їх ускладнень, особливості перебігу захворювань у вагітних, пацієнтів різних вікових груп.
Під керівництвом Надії Пасєчко захищено 4 кандидатські дисертації і 12 магістерських робіт.
Член редакційної колегії Міжнародного ендокринологічного журналу.
Автор та співавтор 300 наукових і навчально-методичних праць, зокрема, 4 монографії, 5 підручників, 10 посібників, 4 методичних рекомендації та інформаційних листів.

### Основні наукові праці
1. Практичний посібник з внутрішньої медицини, або кишенькова книжечка сімейного лікаря Частина 1:  посібник  за ред. проф. Н.В. Пасєчко співавтори:  Н.І. Ярема, А.О. Боб, Л.В. Наумова, І.В. Смачило, А.І. Хоміцька, М.Є. Гаврилюк, І.П. Савченко, Т.І. Крицький, О.О. Чукур – Тернопіль: Підручники та посібники, 2018. – 303 с.
2. Практичний посібник з внутрішньої медицини, або Кишенькова книжечка сімейного лікаря. Частина 2: посібник за ред. проф. Н. В. Пасєчко та проф. Н. І. Яреми співавтори: Л. П. Мартинюк, О. І. Зарудна,  Л. В. Радецька, О. О. Ружицька, І. П. Савченко, А. О. Боб, М. Є. Гаврилюк, Т. І. Крицький, Л. В. Наумова, І. В. Смачило, А. І. Хоміцька, В. М. Кульчинська, О. О. Чукур,Н. М. Гаврилюк, І. О. Лаба, О. І. Коцюба– Тернопіль: Підручники та посібники, 2019. – 436 с.
3. Внутрішня медицина: підручник за ред. Сабадишин Р.О., Смоляк В.Р., Пасєчко Н.В., Гашинська О.С. - Вінниця: Нова Книга, 2019.- 552с.
4. Основи внутрішньої медицини: навчальний посібник / [Швед М.І. Пасечко Н.В., Боб А.О. та ін.] за ред.  М.І. Шведа. -Тернопіль: ТДМУ. «Укрмедкнига», 2013 р.– 828с. Перевидання 2018 р.
5. Н.В.Пасєчко, Наумова Л.В.Магія народної медицини українського села (ХІХст.) Монографія. Тернопіль "Медобори" 2018.- 102с.
6. Паньків В.І., Пашковська Н.В., Пасєчко Н.В., Паєнок О.С., Юзвенко Т.Ю., Паньків І. В. Синдром тіріотоксикозу в клінічній практиці. Монографія. Київ 2016р -160с.
7. Основи сестринської справи:  підручник / [Пасєчко Н.В., Лемке М.О., Мазур П.Є.] ТДМУ.  «Укрмедкнига»,  2013 . -  544 с.  Перевидання  2018 р.
8. Pasiechko Nadiya , Naumova Lyudmyla , Pankiv Ivan , Krytskyy Taras , Khomits Alla/ Clinical case of Carpenter syndrome (autoimmune-polygundularsyndrome 2) in the practice of an endocrinologist/ Bangladesh Journal of Medical Science Vol18. -  №3. -  2019. -  P. 646-650.
9. Pasyechko N, Naumova L, Krytskyy T, Kulchinska V. Successful treatment of a prolactinoma (case report). Georgian medical news. -  2019. - № 2 P. 26-29.
10. Krytskyy T., Pasyechko N. Correction of androgen deficiency in men with hypothyroidism  //  Georgian Medical News. -  2019. - № 1 (286).- Р.77-83.
11. N. V. Pasyechko, I. I. Kuleshko, V. M. Kulchinska, L. V. Naumova, I. V. Smachylo, A O. Bob, L. V. Radetska, M.E.Havryliuk, O. M. Sopel, L.P. Mazur Ultrastructural liver changes in the experimental thyrotoxicosis // Polish Journal of Pathology  2017; 68 (2). Р.144-147.
12. Пасєчко Н.В. Крицький Т.І., Особливості гормонального і метаболічного статусу у чоловіків з первинним гіпотиреозом. // Світ Медицини та біології. - 2018.- № 66. - С.164-167.
13. Пасєчко Н. В. Основи сестринської справи: Курс лекцій [Текст] : Посібник для студентів вищ. мед. закладів освіти I—II рівнів акредитації / Н. В. Пасєчко, 1999. — 496 с.
14. Пасєчко Н. В. Порушення репродуктивної функції жінки на тлі дисфункції щитоподібної залози (огляд проблеми) [Текст] / Н. В. Пасєчко, С. В. Гнат // Міжнародний ендокринологічний журнал. — 2014. — № 4. — С. 97-102.
15. Пасєчко Н. В. Вплив препарату Гуарем на масу тіла та основні показники ліпідного і вуглеводного обміну у пацієнтів із надмірною масою тіла чи ожирінням [Текст] / Н. В. Пасєчко, Г. Я. Лой, І. І. Свистун // Міжнародний ендокринологічний журнал. — 2014. — № 5. — С. 31-36.
16. Вплив субклінічного гіпотиреозу на репродуктивну функцію жінки та ефективність його корекції [Текст] / Н. В. Пасєчко [та ін.] // Міжнародний ендокринологічний журнал. — 2015. — № 1. — С. 98-101.
17. Ефективність використання інгібіторів α-глюкозидази у хворих на цукровий діабет 2-го типу та ожиріння [Текст] / Н. В. Пасєчко [та ін.] // Міжнародний ендокринологічний журнал. — 2015. — № 2. — С. 75-78.
18. Особливості антитиреоїдної терапії хворих на дифузний токсичний зоб. Досвід використання карбімазолу [Текст] / Н. В. Пасєчко [та ін.] // Міжнародний ендокринологічний журнал. — 2015. — № 3. — С. 112-114.
19. Терапія [Текст] : підручник для студ. вищих мед. навч. закл. І-ІІ рівнів акредитації / М. І. Швед [та ін.]; ред. М. І. Швед, Н. В. Пасєчко. — Т. : ТДМУ «Укрмедкнига», 2007. — 648 с.: рис., табл.

## Нагороди
- Почесна грамота Міністерства охорони здоров'я України (2002)[6];
- Почесна грамота Міністерства освіти України (2002[6]);
- Почесна грамота Кабінету Міністрів України (2009)[6];
- грамота Тернопільського міського управління охорони здоров'я[6].